# Manual do Guerreiro da Luz
Manual do Guerreiro da Luz é um livro do escritor brasileiro Paulo Coelho lançado em 1997. Ganhou uma nova edição em 2017 feita pelo selo Paralela da editora Companhia das Letras.
O livro aborda temas universais que permeiam a vida das pessoas - conquistas, derrotas, escolhas, destino, paixão, esperança e amizade, entre outros.
Com exceção do prólogo e do epílogo, o material constante no restante do livro já foi publicado em "Maktub", nome de uma coluna que fez parte do jornal Folha de S.Paulo, e de diversos jornais brasileiros e estrangeiros entre os anos de 1993 e 1996.

## Sinopse
Um livro essencial para quem busca enfrentar os desafios diários no trabalho e na família.
As mensagens que o guerreiro da luz deixa neste livro podem ser lidas e relidas em qualquer situação, em especial quando é necessário encontrar forças para enfrentar os desafios diários.
Em alguns momentos, o guerreiro observa o que se passa à sua volta como mero espectador e deixa que as coisas se acomodem naturalmente. Em outras ocasiões, procura se lembrar de que o Universo sempre conspira a seu favor e realiza seus desejos mais escondidos. Por isso, ele toma cuidado com pensamentos que muitas vezes disfarçam sentimentos nada positivos, como a culpa, o medo, a traição, a raiva, a autodestruição. Mas, em vez de evitá-los, torna-os aliados na busca por uma vida mais genuína.
Neste livro, o guerreiro da luz fala da coragem, do amor, da amizade, das escolhas que precisam ser feitas todos os dias e, principalmente, da decisão de olhar a vida de forma verdadeira, mas com esperança e doçura.
"O importante não é a batalha isolada, mas o final da guerra" - Paulo Coelho

## Publicação
O manual do guerreiro da luz foi relançado pelo selo Paralela da editora Companhia das Letras em julho de 2017.
"A liberdade absoluta não existe: o que existe é a liberdade de escolher qualquer coisa, e a partir daí tornar-se comprometido com sua decisão." - Paulo Coelho

## Autor
Nascido em 1947, no Rio de Janeiro, Paulo Coelho atuou como encenador, dramaturgo, jornalista e compositor, antes de se dedicar à literatura. É autor do clássico O Alquimista, o livro brasileiro mais lido de todos os tempos. Paulo Coelho é considerado um fenômeno literário, com sua obra publicada em mais de 170 países e traduzida para 80 idiomas. Juntos, seus livros já venderam 210 milhões de exemplares em todo o mundo. Entre os inúmeros prêmios e condecorações internacionais que recebeu ao longo de sua carreira, estão o Crystal Award, do Fórum Econômico Mundial, e o prestigioso título de Chevalier de L’Ordre National de la Legion d’Honneur. Desde 2002 é membro da Academia Brasileira de Letras e, a partir de 2007, tornou-se Mensageiro da Paz das Nações Unidas.